# 1-й Запорізький піший полк імені Петра Дорошенка
1-й Запорізький піший полк імені Петра Дорошенка також 2-й національний полк імені Гетьмана Петра Дорошенко — полк Армії УНР сформований 7 (20) квітня 1917 році в місті Чернігів, ставши другим українським полком після 1-го українського полку імені Богдана Хмельницького створеним після Лютневої революції.

## Історія
18 (31) березня 1917 р. на Українських зборах у Чернігові пунктом другим було розглянуто питання про заснування окремих добровольчих українських полків. Відповідно до мемуарів Романа Бжеського 7 (20) квітня 1917 року біля тисячі військовослужбовців оголосили себе українським добровольчим полком ім. гетьмана Петра Дорошенка. В свою чергу газета Нова Рада від 17 травня 1917 року повідомляє:
« Українські полки. В Чернігові зібралося 1500 тисяч салдатів і не салдатів, які хочуть утворити другий український полк. Що-дня з'їздяться нові. Місто скидається на військовий табор. Місцева рада салдатськнх та робітничих депутатів і Виконавчий мійський Комітет не можуть дати ніякої ради й побоюються неорганізованих виступів. Настрій у місті трівожний.»
У листопаді 1917 року Дорошенківський полк увійшов до складу 1-ї Сердюцької дивізії під командоввніем полковника Капкана. Полк брав участь у Першій радянсько-українській війні, також полк брали участь в обороні Києва в лютому 1918 року. Після заняття Києва більшовиками полк відступив до Житомира і в своєму складі він налічував 80 бійців.
На зборах командирів було прийнято рішення об'єднати всі загони в одну Запорізький загін і розділити на три куреня. Дорошенківський полк увійшов до складу І-го куреня під командуванням О. Загродським. На зборах командирів було прийнято рішення об'єднати всі загони в одну Запорізький загін і розділити на три курені. Дорошенківський полк увійшов до складу І-го куреня під командуванням О. Загродського.
В кінці березня 1918 загін був перетворений в Запорізький корпус, а куреня поповнення добровольцями були розгорнуті в полки. Залишки полку поповнившись добровольцями знову отримали статус полку якому повернули стару назву командиром полку став О. Загродський. 3 квітня 1918 року полк увійшов до складу Донецької групи Армії УНР.

## Втрати полку

### Звільнення Донбасу
- Бої за Горлівку 24-27 квітня 1918 — Вбито 2 старшини, і 5 козаків. Поранено 3 старшини, 9 козаків.